# Степінь Тюрінга
В інформатиці та математичній логіці Степінь Тюрінга (названа на честь Алана Тюрінга) або степінь нерозв'язності множини натуральних чисел вимірює рівень алгоритмічної нерозв'язності множини.

## Огляд
Концепція степені Тюрінга є фундаментальною в теорії обчислюваності, де множини натуральних чисел зазвичай розглядаються як проблеми вибору. Степінь Тюрінга для даної множини є мірою того, наскільки важко розв'язати проблему вибору, пов'язану з множиною, тобто визначити, чи є довільне число у заданій множині.
Дві множини еквівалентні за Тюрінгом, якщо вони мають однаковий рівень нерозв'язності; кожна степінь Тюрінга є колекцією множин, еквівалентних за Тюрінгом, тож дві множини мають різні степені Тюрінга тільки тоді, коли вони не еквівалентні за Тюрінгом. Більше того, степені Тюрінга є частково впорядкованими, тож якщо степінь Тюрінга для множини X менша за степінь Тюрінга для множини Y, тоді будь-яка (необчислювана) процедура, що правильно визначає чи належить число множині Y може бути ефективно перетворена на процедуру, що вирішує, чи належить число множині X. У цьому сенсі степінь Тюрінга множини відповідає рівню її нерозв'язності.
Термін степінь Тюрінга був введений Емілем Постом (1944). Багато фундаментальних результатів у цій сфері були встановлені Стівеном Коулом Кліні та Постом (1954). Степінь Тюрінга з тих пір є областю інтенсивних наукових досліджень. Багато доведень у цій області використовують метод доведення, відомий як метод пріоритету.

## Еквівалентність за Тюрінгом
Тут і нижче під терміном множина будемо розуміти множину натуральних чисел. Множина X є редукція Тюрінга для множини Y, якщо існує пророча машина Тюрінга, котра приймає рішення щодо належності до X, коли є пророцтво щодо членства у Y. Позначення X ≤T Y означає, що X скорочується за Тюрінгом до Y.
Дві множини X та Y є еквівалентними за Тюрінгом, якщо X скорочується за Тюрінгом до Y, а Y скорочується за Тюрінгом до X. Позначання X ≡T Y означає, що X та Y є еквівалентними за Тюрінгом. Відношення ≡T може бути розглянуто як відношення еквівалентності, що означає, що для кожної множини X, Y та Z:
- X ≡T X
- X ≡T Y означає, що Y ≡T X
- Якщо X ≡T Y таY ≡T Z, тоді X ≡T Z.

Степінь Тюрінга це клас еквівалентності відношення ≡T. Позначення [X] означає, що клас еквівалентності містить множину X. Повна колекція степенів Тюрінга позначається як {\displaystyle {\mathcal {D}}}.
Степені Тюрінга частково впорядковані ≤ це означає, що [X] ≤ [Y] тоді і тільки тоді, коли X ≤T Y. Існує унікальна степінь Тюрінга, яка містить всі обчислювані множини, і ця степінь менша, ніж будь-яка інша степінь. Вона позначається як 0 (нуль), тому що це найменший елемент частково впорядкованої множини {\displaystyle {\mathcal {D}}}. (Часто для позначення степені Тюрінга використовують жирний шрифт, аби відрізнити їх від множин. Коли ніякої плутанини не може статись, як наприклад з [X], жирний шрифт не є необхідним.)
Для двох будь-яких множин X та Y, X об'єднане з Y, пишеться як X ⊕ Y, є за визначенням об'єднанням множин {2n : n ∈ X} та {2m+1 : m ∈ Y}. Степінь Тюрінга для об'єднання X ⊕ Y є найменшою верхньою гранню степенів X та Y. Так {\displaystyle {\mathcal {D}}} є об'єднанням-напівграткою. Найменша верхня грань ступенів a та b позначається як a ∪ b. Відомо, що {\displaystyle {\mathcal {D}}} не є решіткою, адже там існує пари ступенів без найбільшої нижньої грані.
Для будь-якої множини X позначення X′ означає множину індексів для пророчої машини, на котрих відбудеться зупинка при використанні X як пророцтва. Множина X′ називається оператором стрибку Тюрінга для X. Оператор стрибку Тюрінга для степені [X] є, за визначенням, степінь [X′]; це є валідним визначенням, тому що X′ ≡T Y′ для X ≡T Y. Ключовим прикладом є 0′, степінь для проблеми зупинки.

## Основні властивості степенів Тюрінга
- Кожна степінь Тюрінга є зліченною множиною, так як вона містить рівно {\displaystyle \aleph _{0}} множин.
- Існує {\displaystyle 2^{\aleph _{0}}} степенів Тюрінга.
- Для кожного степеня a виконується чітка нерівність a < a′.
- Для кожного степеня a, множина степенів нижче a є зліченною.  Множина степенів більних за a має розмір {\displaystyle 2^{\aleph _{0}}}.

## Структура степенів Тюрінга
Багато досліджень було присвячено структурі степенів Тюринга. Наступний список містить лише деякі з багатьох відомих результатів. Один загальний висновок, який можна зробити з досліджень, полягає в тому, що структура степенів Тюринга надзвичайно складна.

### Властивості порядку
- Існує мінімальний степінь.  Степінь a є мінімальним, якщо a не дорівнює нулю і не існує степеня між  0 та a. Тобто відношення порядку степенів не є щільним.
- Для кожного ненульового степеня a існує степінь b, непорівняне з a.
- Існує множина {\displaystyle 2^{\aleph _{0}}} з попарно непорівняних степенів Тюрінга.
- Існують пари степенів без найбільшої нижньої грані.  Тобто {\displaystyle {\mathcal {D}}} не є решіткою.
- Кожна злічна, частково впорядкована множина може бути включена в степені Тюрінга.
- Жодна нескінченна, строго зростаюча послідовність степенів не має найменшу верхню грань.

### Властивості, що включають у себе стрибок
- Для кожного степеня a існує степінь, чітко розташований між a та a′. Фактично, існує злічна послідовність попарно непорівняних степенів Тюрінга між a та a′.
- Степінь a має вигляд b′ тоді і тільки тоді, коли 0′ ≤ a.
- Для кожного степеня a існує степінь b такий, що a < b та b′ = a′; тоді степінь b називається нижнім відносно до a.
- Існує безкінечна послідовність ai степенів, для яких a′i+1 ≤ ai для кожного i.

### Логічні властивості
- Сімпсон (1977) показав, що теорія першого порядку {\displaystyle {\mathcal {D}}} на мові ⟨ ≤, = ⟩ або ⟨ ≤, ′, =⟩ є багатозначною еквівалентністю до теорії істинної арифметики другого порядку.  Це показує, що структура {\displaystyle {\mathcal {D}}} надзвичайно складна.
- Шор та Сламен (1999) показали, що оператор стрибку може бути визначений через структуру першого порядку для степенів мовою ⟨ ≤, =⟩.

## Структура рекурсивно перераховних степенів Тюрінга
Степінь називається рекурсивно перераховним, якщо він містить рекурсивно перераховну множину.  Кожний рекурсивно перераховний степінь менший або рівний до 0′, але не кожен степінь, менший за 0′, є рекурсивно перераховним степенем.
- (G. E. Sacks, 1964) Р.П степені є щільними; між двома р.п. степенями існує третій р.п. степінь.
- (A. H. Lachlan, 1966a and C. E. M. Yates, 1966) Існує два р.п. степеня без найбільшої нижньої грані в р.п. степенях.
- (A. H. Lachlan, 1966a and C. E. M. Yates, 1966) Існує пара ненульових р.п. степенів з найбільшою нижньою граню рівною 0.
- (S. K. Thomason, 1971) Кожна скінченна розподілена решітка може міститися в р.п. степені. Фактично, перераховна булева алгебра може міститися таким чином, що зберігатиметься супремум та інфімум.
- (A. H. Lachlan and R. I. Soare, 1980) Не всі скінченні решітки можуть міститися в р.п. степенях (таким чином, аби зберігався супремум та інфімум). Наступна решітка не може міститися в р.п. степені:

- (A. H. Lachlan, 1966b) Не існує пари р.п. степенів, чиї найбільші нижні грані дорівнюють 0, а найменші верхні грані дорівнюють 0′.  Цей результат неформально називається недіамантова теорема.
- (L. A. Harrington та T. A. Slaman, див. Nies, Shore, та Slaman (1998)) Теорема першого порядку для р.п. степенів мовою ⟨ 0, ≤, = ⟩ є багатозначною еквівалентністю до теорії справжнього першого порядку арифметики.

## Проблема Поста та метод пріоритету
Еміль Пост вивчав р.п. степінь Тюрінга і задався питанням, чи є якийсь р.п. степінь точно між 0 та 0′. Проблема побудови такого степеня (або доведення, що такого не існує) стала називатися проблемою Поста. Ця проблема була вирішена незалежно Фридбергом та Мучником у 1950-х роках. Було доведено, що ці проміжниі р.п. степені існують. Обидва їх докази використовували один і той самий новий метод побудови р.п. степенів, який отримав назву метод пріоритету. Метод пріоритету зараз є основною технікою для встановлення результатів стосовно р.п. множин.
Ідея методу пріоритету для побудови р.п. множини  X  полягає у переліку зліченої послідовності вимог, які X повинна задовольняти. Наприклад, щоб побудувати р.п. множину X між 0 та 0′, досить задовольнити вимогам Ae і Be для кожного натурального числа e, де Ae вимагає, щоб пророча машина з індексом e не обчислювала 0′ з X і Be вимагає, щоб машина Тюрінга з індексом e (і без пророцтва) не обчислювала X. Ці вимоги вводяться в пріоритетний порядок, що є явною бієкцією вимог та натуральних чисел. Доведення проходить індуктивно з одним етапом для кожного натурального числа; ці етапи можна розглядати як етапи часу, протягом яких перелічується набір X. На кожному етапі числа можуть бути або введені в X, або назавжди відхилені від вводу у X задля спроби задовольнити вимоги (тобто змусити їх триматись, коли всі X перераховано). Іноді, число можна перерахувати в X, щоб задовольнити одну вимогу, але це може призвести до того, що раніше задоволена вимога стає незадоволеною (тобто вражена). Пріоритетний порядок на вимоги використовується для визначення того, яку вимогу потрібно виконати у цьому випадку. Неформальна ідея полягає в тому, що, якщо вимога вражена, то вона в кінцевому підсумку припинить бути такою після того, як всі вимоги щодо вищого пріоритету перестануть бути враженими, хоча не кожний пріоритетний аргумент має таку властивість. Потрібно зробити зауваження, що загальна множина X є р.п. і задовольняє всім вимогам. Пріоритетні аргументи можуть бути використані для доведення багатьох фактів про р.п. множини; використовувані вимоги та спосіб, яким вони виконуються, повинні бути ретельно відібрані для отримання необхідного результату.